# Oberea scutellaroides
Oberea scutellaroides är en skalbaggsart som beskrevs av Stefan von Breuning 1947. Oberea scutellaroides ingår i släktet Oberea och familjen långhorningar. Inga underarter finns listade i Catalogue of Life.